# Высший военный совет (Советская Россия)
Высший военный совет — первый высший военный орган стратегического руководства Вооружёнными силами Советской Республики.

## История
Высший военный совет был учреждён 3 марта 1918 года, после подписания Брестского мирного договора, для организации обороны государства рабочих и крестьян, страны и формирования Красной Армии.
Первоначально в состав Высшего военного совета входили военный руководитель и два политических комиссара.
19 марта постановлением СНК РСФСР были введены должности председателя, членов Высшего военного совета и их заместителей, а должности политических комиссаров были упразднены. Председателем Высшего военного совета был народный комиссар по военным делам Лев Троцкий. Совет координировал деятельность военного и морского ведомств, ставил им задачи по обороне государства и организации вооружённых сил.
К лету 1918 года сформирование Высшего военного совета завершилось. В его составе были созданы три управления — оперативное, организационное и военных сообщений. Непосредственно военному руководителю подчинялись инспектора артиллерии, инженеров, военно-хозяйственный, военно-санитарный и другие. Почти все должности в Совете занимали бывшие кадровые генералы и офицеры Русской армии.
2 сентября 1918 года декретом ВЦИК Высший военный совет был упразднён, с передачей функций Реввоенсовету Республики.